# Live at Montreux 2003 (album, Yes)
Live at Montreux 2003 je koncertní album a DVD anglické progresivně rockové skupiny Yes, nahrané v roce 2003 v Montreux a vydané v roce 2007.

## Seznam skladeb

### Disk 1
1. "Siberian Khatru" – 10:11
2. "Magnification" – 6:52
3. "Don't Kill the Whale" – 4:29
4. "In the Presence Of" – 11:05
  1. "Deeper"
  2. "Death of Ego"
  3. "True Beginner"
  4. "Turn Around and Remember"
5. "We Have Heaven" – 1:34
6. "South Side of the Sky" – 9:35
7. "And You and I" – 11:23
  1. "Cord of Life"
  2. "Eclipse"
  3. "The Preacher the Teacher"
  4. "Apocalypse"
8. "To Be Over" – 4:20
9. "Clap" - 3:48

### Disk 2
1. "Show Me" – 3:44
2. "Rick Wakeman Solo Medley" – 4:42
  1. "Catherine of Aragon"
  2. "Catherine Howard"
  3. "Montreux Jigg"
  4. "Jane Seymour"
3. "Heart of the Sunrise" – 11:17
4. "Long Distance Runaround" – 3:46
5. "The Fish (Schindleria Praematurus)" – 8:53
6. "Awaken" – 19:20
7. "I've Seen All Good People" – 7:10
  1. "Your Move"
  2. "All Good People"
8. "Roundabout" – 6:43

## Sestava
- Jon Anderson – zpěv, kytara, harfa
- Chris Squire – baskytara, doprovodný zpěv
- Steve Howe – kytara, mandolína, doprovodný zpěv
- Rick Wakeman – klávesy, syntezátor
- Alan White – bicí, perkuse